# Nalzen
Nalzen (okzitanisch: Nalzenh) ist eine französische Gemeinde mit 112 Einwohnern (Stand 1. Januar 2022) im Département Ariège in der Region Okzitanien. Sie gehört zum Arrondissement Pamiers und zum Gemeindeverband Pays d’Olmes. Die Einwohner werden Nalzenéens  genannt.

## Geografie
Die Gemeinde Nalzen liegt 15 Kilometer südöstlich von Foix und etwa 50 Kilometer nördlich des Pyrenäenkammes. Das Gemeindegebiet wird durch zwei Längstäler bestimmt. Der Fluss Ruisseau de la Buure bildet teilweise die Nordgrenze der Gemeinde und fließt nach Westen zur Ariège, die Südgrenze der Gemeinde verläuft in der Mitte des Flusses Douctouyre, der nach Norden schwenkt und zum Hers-Vif strömt. Getrennt werden die Flusstäler durch einen 635 Meter hoch gelegenen Bergsattel, auf dem sich das Dorf Nalzen ausbreitet. Eingerahmt werden die Täler von bewaldeten Höhenzügen, die im Westen 969 m Meereshöhe (Picou de Freychenet) und im Osten 744 m erreichen. Zu Nalzen gehören die Ortsteile Conte (580 m), Silence (570 m), La Garrigue (575 m), Baragnou (575 m) und Février (705 m). Umgeben wird Nalzen von den Nachbargemeinden Roquefixade im Norden, Villeneuve-d’Olmes im Osten, Montferrier im Südosten, Freychenet im Süden, Celles im Westen sowie Leychert im Nordwesten.

## Bevölkerungsentwicklung
| Jahr      | 1962 | 1968 | 1975 | 1982 | 1990 | 1999 | 2006 | 2014 | 2021 |
| --------- | ---- | ---- | ---- | ---- | ---- | ---- | ---- | ---- | ---- |
| Einwohner | 199  | 164  | 180  | 159  | 148  | 141  | 135  | 137  | 115  |

Im Jahr 1841 wurde mit 514 Bewohnern die bisher höchste Einwohnerzahl ermittelt. Die Zahlen basieren auf den Daten von cassini.ehess und INSEE.

## Sehenswürdigkeiten
- Kirche Saint-Jean-Baptiste
- Wegkreuz an der Straße nach Février

## Wirtschaft und Infrastruktur
In der Gemeinde Nalzen sind vier Landwirtschaftsbetriebe ansässig (Rinder-, Schaf- und Ziegenhaltung sowie Futtermittelanbau).
Nalzen liegt an der Fernstraße D117 von Salies-du-Salat nach Perpignan. Im zehn Kilometer entfernten Saint-Paul-de-Jarrat besteht Anschluss an die autobahnartig ausgebaute Route nationale 20 (E 9) von Pamiers nach Puigcerdà in Katalonien. Der Bahnhof in der 15 Kilometer entfernten Stadt Foix liegt an der Bahnstrecke Portet-Saint-Simon–Puigcerdà.

## Belege
1. ↑  Nalzen auf cassini.ehess
2. ↑  Nalzen auf INSEE
3. ↑  Landwirtschaftsbetriebe auf annuaire-mairie.fr (französisch)